# Liste des gares de la wilaya de Oum El Bouaghi
La liste des gares de la wilaya de Oum El Bouaghi, est une liste des gares ferroviaires situées dans la wilaya de Oum El Bouaghi, en Algérie.

## Gares ferroviaires dans la wilaya
La wilaya de Oum El Bouaghi compte cinq gares. Elles sont exploitées par la Société nationale des transports ferroviaires (SNTF).
| Gare                   | Commune        | Lignes                                         |
| ---------------------- | -------------- | ---------------------------------------------- |
| Gare de Aïn Beïda      | Aïn Beïda      | Aïn M'lila à El Aouinet                        |
| Gare de Aïn Fakroun    | Aïn Fakroun    | Aïn M'lila à El Aouinet                        |
| Gare de Aïn M'lila     | Aïn M'lila     | El Guerrah à Touggourt Aïn M'lila à El Aouinet |
| Gare de Ouled Zouaï    | Ouled Zouaï    | El Guerrah à Touggourt                         |
| Gare de Oum El Bouaghi | Oum El Bouaghi | Aïn M'lila à El Aouinet                        |

| \| Oum El Bouaghi Aïn Beïda Aïn Fakroun Aïn M'lila Ouled Zouaï \| Localisation des gares de la wilaya de Oum El Bouaghi |
| Oum El Bouaghi Aïn Beïda Aïn Fakroun Aïn M'lila Ouled Zouaï                                                             |

## Lignes ferroviaires dans la wilaya
La wilaya est traversée par trois lignes : 
- la ligne d'El Guerrah à Touggourt ;
- la ligne de Aïn M'lila à El Aouinet ;
- la ligne d'Alger à Skikda.